# Antonio della Porta
Antonio della Porta (ur. 1631 Manno k. Lugano, zm. 3 sierpnia 1702 Bayreuth) – włoski budowniczy i architekt.

## Życiorys
Jest autorem kilku zamków i pałaców, m.in. w bawarskim Neustadt an der Waldnaab, w Roudnicy nad Łabą, Libochovicach i pałacu Lobkowitzów w Żaganiu. Zaprojektował na zamówienie marszałka polnego armii austriackiej Zdenka Kaplirza kościół pw. św. Antoniego Padewskiego wybudowany w okolicy wsi Milešov (Czechy) i przeznaczony na rodzinny grobowiec marszałka. Od roku 1668 pracował dla księcia Stanisława z rodu Lobkowitzów. W roku 1697 przeniósł się do Bayreuth, gdzie pracował dla hrabiego Christiana Ernsta. Około roku 1700 wraz z J.B. de la Fondem stworzył plany zamku margrabiego Friedricha w Erlangen.

## Galeria

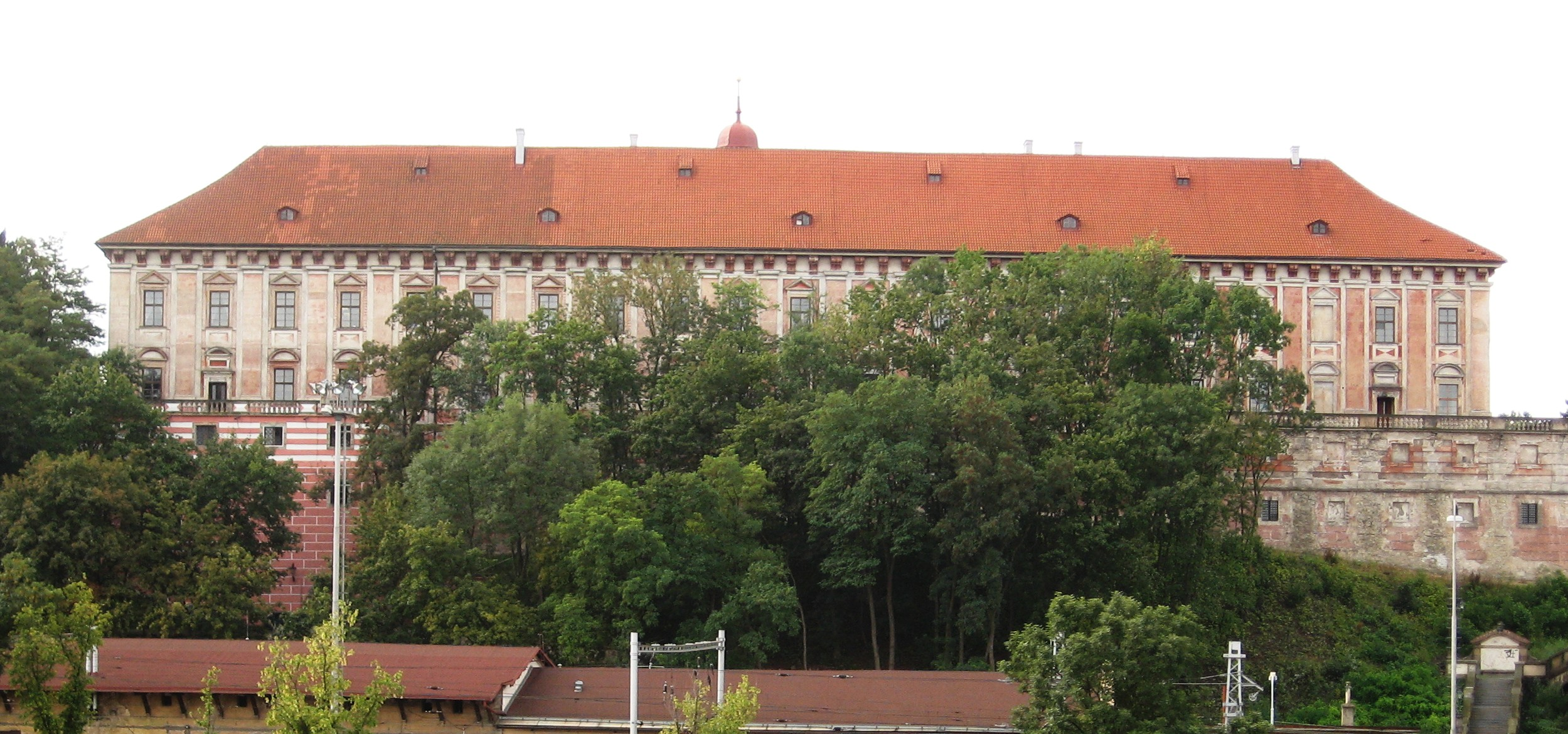
Zamek w Roudnicy, 1684
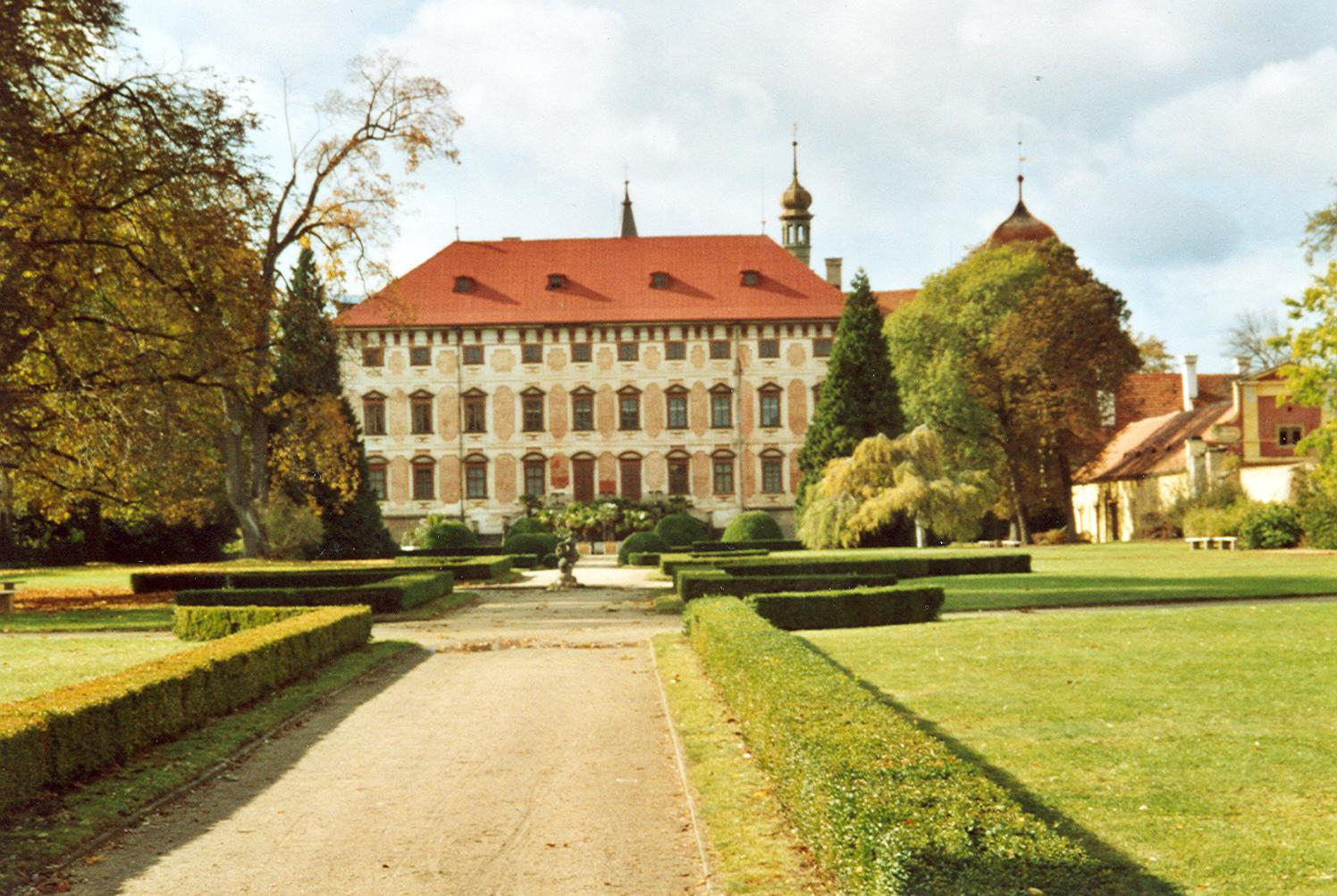
Zamek w Libochovicach, 1683
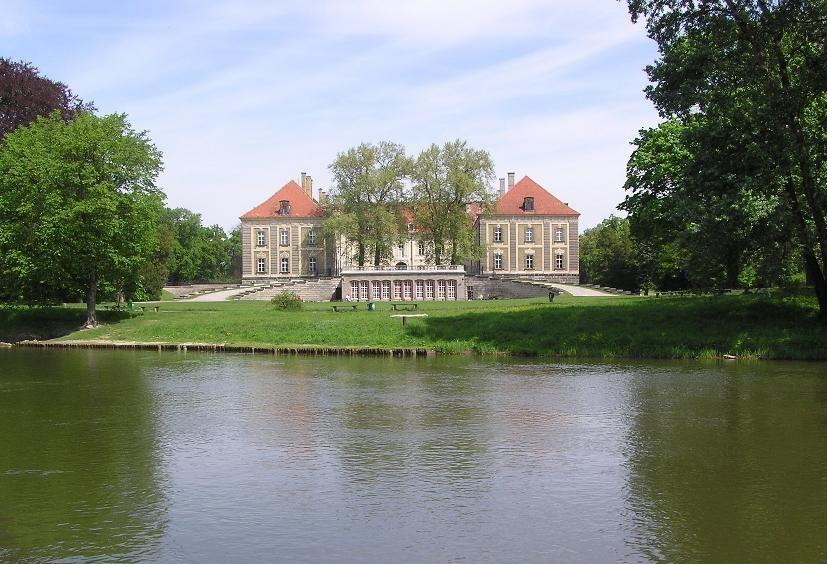
Pałac Lobkowitzów w Żaganiu, 1670–93
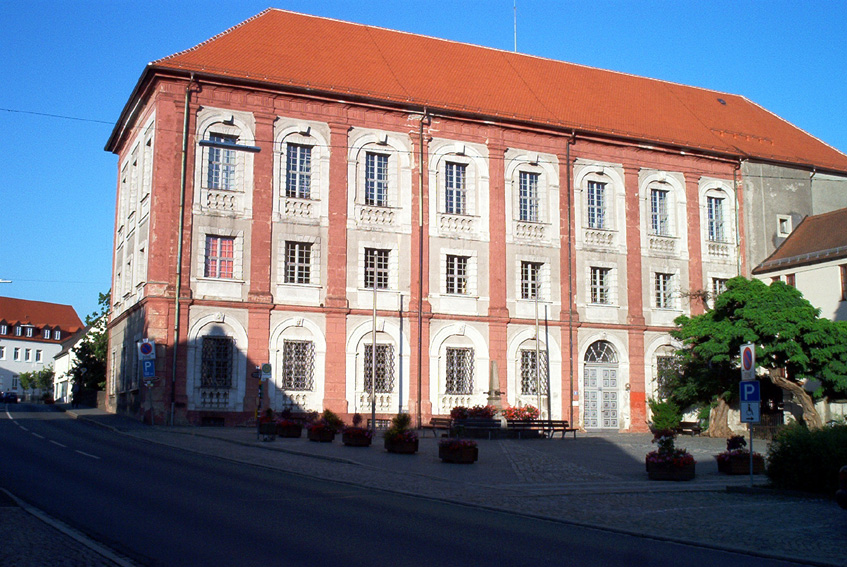
Zamek w Neustadt an der Waldnaab
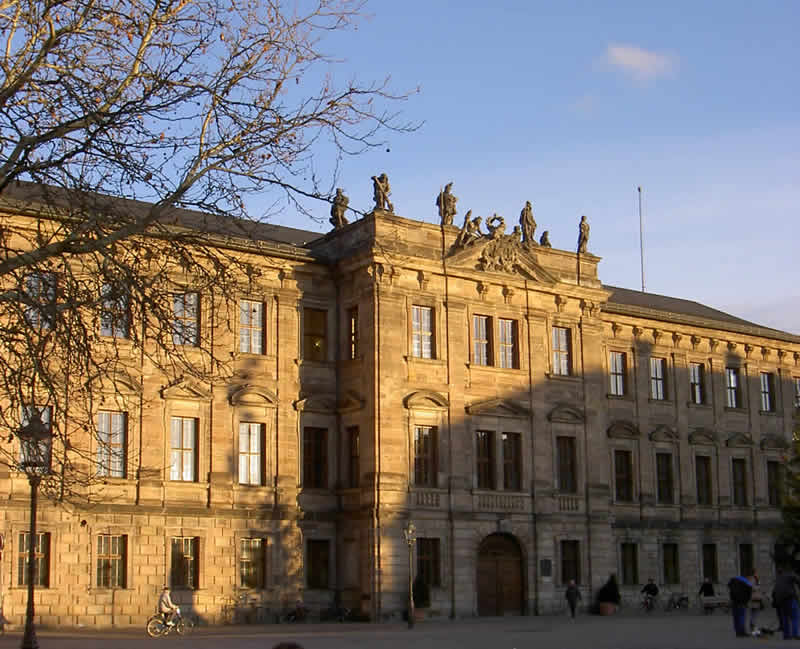
Zamek w Erlangen